# Анор
Ано́р (фр. Anor) — коммуна во Франции, регион О-де-Франс, департамент Нор, кантон Фурми, в 64 км к юго-востоку от Валансьена и в 63 км к северо-востоку от Лана, в 5 км от границы с Бельгией.
Население (2017) — 3 220 человек.

## Экономика
Структура занятости населения:
- сельское хозяйство — 3,0 %
- промышленность — 23,0 %
- строительство — 13,1 %
- торговля, транспорт и сфера услуг — 22,8 %
- государственные и муниципальные службы — 38,1 %

Уровень безработицы (2017) — 22,6 % (Франция в целом — 13,4 %, департамент Нор — 17,6 %). 

Среднегодовой доход на 1 человека, евро (2017) — 17 320 (Франция в целом — 21 110, департамент Нор — 19 490).

## Демография
Динамика численности населения, чел.

## Администрация
Пост мэра Анора с 2014 года занимает бывший депутат Национального собрания Франции Жан-Люк Пера (Jean-Luc Pérat). На муниципальных выборах 2020 года возглавляемый им левый список был единственным.
| Период | Период | Фамилия         | Партия                  | Примечания                                                                       |
| ------ | ------ | --------------- | ----------------------- | -------------------------------------------------------------------------------- |
| 1977   | 1983   | Леон-Роже Прево |                         |                                                                                  |
| 1983   | 1989   | Эмиль Карлье    |                         |                                                                                  |
| 1989   | 2008   | Жан-Люк Пера    | Социалистическая партия | профессор, член Генерального совета департамента, депутат Национального собрания |
| 2008   | 2014   | Жоэль Буттефё   | Социалистическая партия |                                                                                  |
| 2014   |        | Жан-Люк Пера    | Разные левые            |                                                                                  |

## Города-побратимы
- Моминьи, Бельгия
- Акен, Германия
- Гизалки, Польша
- Пршибрам, Чехия

## Галерея
- Церковь Святого Николая
- Часовня Святого Горгона XVIII века
- Пруд Милур, один из многочисленных прудов в окрестностях коммуны

1. 1 2  база данных о французских коммунах — Национальный географический институт Франции, 2015.